# As You Are
As You Are is een Amerikaanse film uit 2016, geschreven en geregisseerd door Miles Joris-Peyrafitte. De film ging in wereldpremière op 25 januari op het Sundance Film Festival in de U.S. Dramatic Competition.

## Verhaal
In de vroege jaren 1990 trekken de drie tieners Jack, Mark en Sarah met elkaar op. Ze verkennen de grenzen van elkaars vriendschap en liefde tot de vader van Mark zijn zoon uit hun kring trekt. Net als Sarah en Jack zich aangepast hebben aan het leven zonder hun vriend, komt Mark onverwachts terug in hun leven. Hun verhaal wordt gereconstrueerd aan de hand van verschillende herinneringen die bovenkomen tijdens een politieonderzoek.

## Rolverdeling
| Acteur                | Personage          |
| --------------------- | ------------------ |
| Owen Campbell         | Jack               |
| Charlie Heaton        | Mark               |
| Amandla Stenberg      | Sarah              |
| John Scurti           | Detective Erickson |
| Scott Cohen           | Tom                |
| Mary Stuart Masterson | Karen              |